# Fred Jones (Scooby-Doo)
Pour les articles homonymes, voir Fred Jones et Jones.
Frederick « Fred » Jones est un personnage de la franchise Scooby-Doo.
Il est très attiré par les médias et est en couple avec Daphné Blake.

## Biographie
Il est le leader du groupe avec Véra. Il dirige le groupe, donne des ordres, crée les pièges à monstres et propose à chaque épisode que le groupe se sépare en deux pour rechercher des indices. Le plus souvent, Sammy et Scooby-Doo vont d'un côté tandis que lui, Véra et Daphné vont de l'autre.
Beau garçon grand et musclé, il a des cheveux blonds et des yeux noirs. Il s'habille toujours avec un jeans bleu, une chemise de la même couleur que le jeans dont le col dépasse d'un pull blanc (avec une rayure horizontale bleue dans les versions les plus anciennes), toujours un foulard orange noué autour du cou et des chaussures beiges. Sa phrase favorite est « C'est l'heure des pièges ! ».

### Famille
Dans la 11e série, on apprend que son incarnation dans cette même série est le fils adoptif du maire de Crystal Cove, Fred Jones Sr.. Ses vrais parents étant en réalité Brad Chiles et Judy Reeves, membres du premier groupe Mystères associés. Ils auraient été chassés de Crystal Cove par le maire Jones qui leur a enlevé Fred, encore bébé, pour l'élever comme son propre fils. Cette version est en contradiction avec celle établie dans Scooby-Doo et le Triangle des Bermudes, où ses parents sont présentés comme un couple ordinaire et se nomment Skip et Peggy Jones. D'après la série "Trop cool, Scooby-Doo !", son père serait Donal Jones, plus connu sous le nom de "professeur Hein !", un dangereux criminel.
Il est l'un des descendants directs, par son oncle William, de Marie Laplaque, « la vieille sorcière des bois », pirate et fondatrice de Lighthouse Harbor.

### Son affection pour la Mystery Machine
Fred est le conducteur du van du groupe ainsi que son propriétaire mais depuis le sixième épisode de la saison 2 de Quoi d'neuf Scooby-Doo ?, Fred tient à la Mystery Machine comme à la prunelle de ses yeux au point de la chérir comme si c'était sa propre fille. Fred ne supporte pas de voir son van détruit ou vendu car sans la Mystery Machine, Fred est abattu au point de perdre goût à la vie. Bien qu'étant le conducteur, il laisse parfois le volant à Sammy quand il ne veut pas conduire pour faire des activités dans le véhicule. Il existe aussi un lien entre Fred et la Mystery Machine car il peut entendre le « cœur » du véhicule battre quand il le reconstruit avec ses amis à la fin de Joyeux Halloween, Scooby-Doo!.